# Teinopodagrion caquetanum
Teinopodagrion caquetanum – gatunek ważki z rodziny Megapodagrionidae. Występuje na terenie Ameryki Południowej; jest endemitem wschodnich zboczy i podnóża Kordyliery Wschodniej w Kolumbii.